# إدوين د. لونش
إدوين د. لونش هو سياسي كندي، ولد في 1 أغسطس 1860، وتوفي في 18 أبريل 1941.